# Baigneuse endormie près d'une source
Baigneuse endormie près d'une source – ou Nymphe endormie près d'une source – est un tableau réalisé par le peintre français Théodore Chassériau en 1850. De format horizontal, cette huile sur toile est un nu qui représente une jeune femme endormie les bras derrière la tête dans une forêt. Il s'agit sans doute d'une nymphe venue pour une baignade à la source dont l'eau frôle ses pieds, dans le coin inférieur gauche de la composition. Son modèle est Alice Ozy, avec laquelle l'artiste entretient une liaison. Exposée à Paris au Salon de 1850-1851, l'œuvre est conservée au musée Calvet, à Avignon.